# Chiridotea excavata
Chiridotea excavata là một loài chân đều trong họ Chaetiliidae. Loài này được Harper miêu tả khoa học năm 1974.